# Birjand

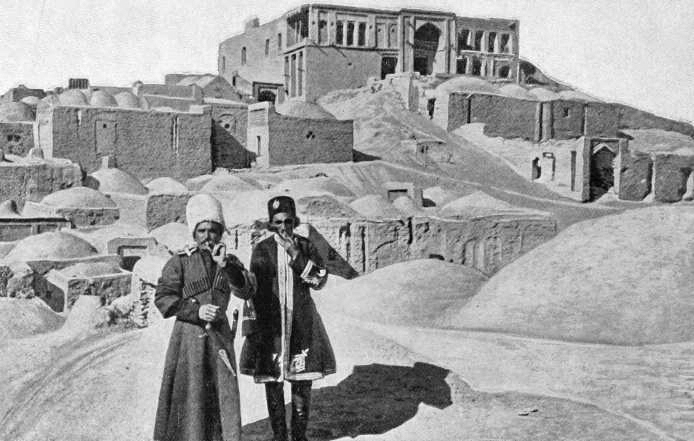
Cossacs a Birjand, vers 1909.

Birjand o Birdjand (Persa: بیرجند) és una ciutat de l'Iran, capital de la província del Khorasan Meridional i del comtat de Birjand. Té una població de 157.848 habitants (cens de 2006). És una ciutat de rapid creixement. Està situada a una vall àrida amb dos turons baixos entre els quals hi ha el llit d'un torrent, a 1.490 metres d'altura.

## Història
En temps dels aquemènides la regió era poblada pels sagartis. La inscripció de Lakh-Mazar a la vila de Kooch a uns 25 km al sud-est de Birjand aporta una mostra de l'antiguitat de poblament: pictogrames i gravats arsàcides, sassànides, àrabs i perses.
La primera cita de la ciutat és tardana; la va fer Yaqut al-Hamawi al llibre Mojem Alboldan el 1226, que la descriu com una de les viles més boniques del Kuhistan, part de la gran província del Khorasan. Segurament començava a despuntar i fins aleshores hauria estat una comunitat rural sense importància. Segurament la seva prosperitat anà lligada a la decadència de la històrica ciutat de Kain (Qaen) a 90 km al nord, durant el període safàvida. Durant part del segle xii i part del sigle XIII, com moltes fortaleses de la província, va estar en mans dels ismaïlites (que també van dominar Kain). Hi va néixer el poeta Nezari, ismaïlita, mort el 1320.
El clan Alam va regir la regió sota els qajars, i van gaudir de fet d'autonomia. L'Imperi Rus i el Regne Unit van establir consolats a la ciutat al segle xix. Amir Shokat Ul-Molk Alam, pare d'Asadollah Alam (que fou primer ministre de Pèrsia), regia encara la província al començament del segle xx. El darrer cap tribal, Shah Sayyid Ali Kazemi, estava emparentat amb els Alam i amb l'emperador Mohammad Reza Pahlavi. Birjand va esdevenir part de la província de Khorasan. El 1946 la població era de 23.488 habitants i l'aigua de la població venia del territori tribal del kanat de Kuh-i Bakran, situat al sud, i de pous excavat a la mateixa població. El cultiu principal era el safrà, i també les nous. El districte és també notable per la qualitat de les seves estores la major part fabricades a la vila de Darakhsh a 80 km al nord-est. A Birjand es fabriquen vestits amb pel de camell. El moviment local per la creació d'una província va donar el seu fruit el 2004 quan Khorasan fou dividit en tres províncies, una de les quals (Khorasan del Sud) va tenir a Birjand com a capital.

## Educació

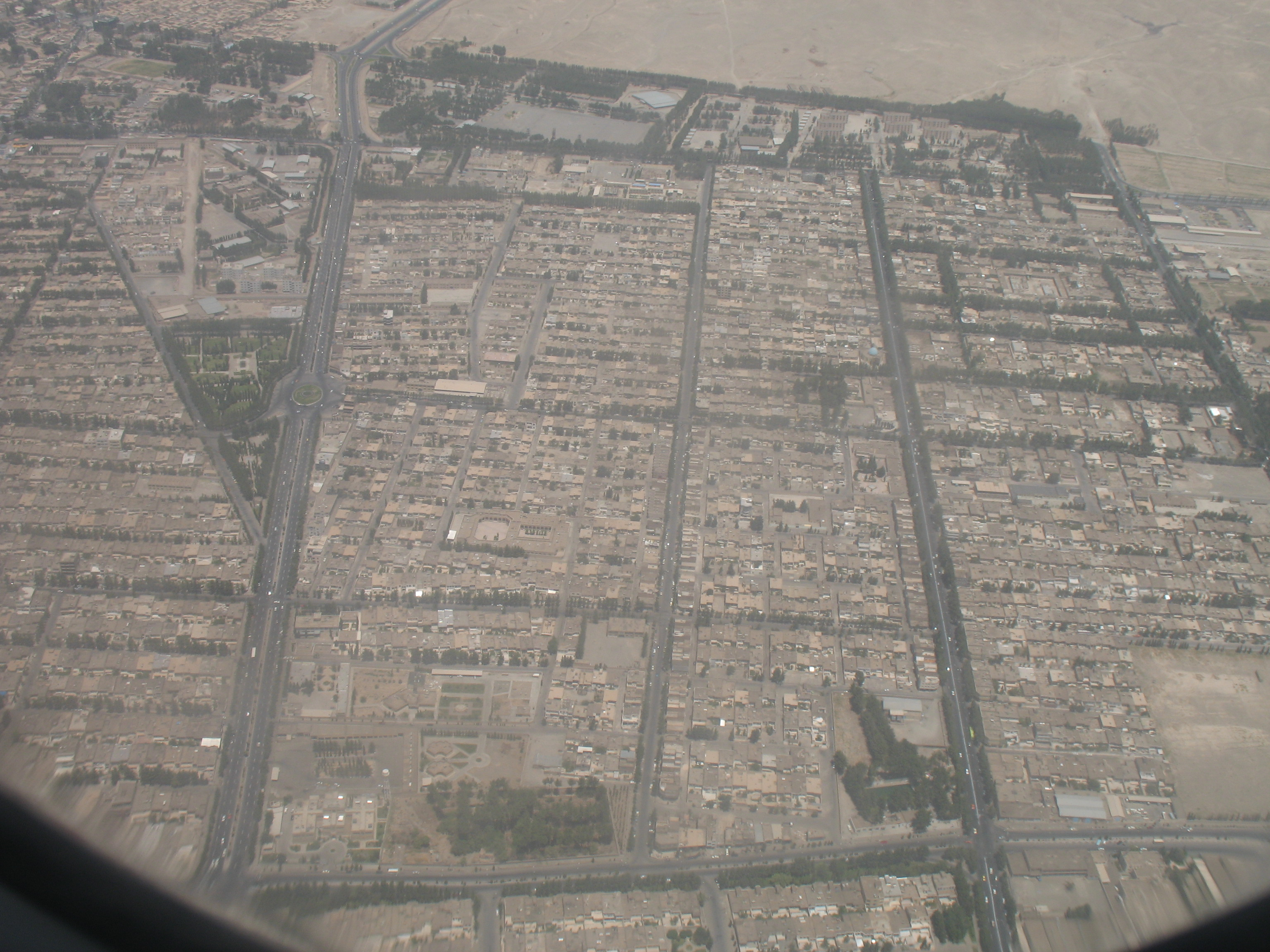
Vista aèria de Birjand.

A la ciutat hi tenen seu diverses universitats:
- Universitat de Birjand
- Universitat de Ciències Mèdiques de Birjand  Arxivat 2007-08-10 a Wayback Machine.
- Universitat Islàmica Azad de Birjand  Arxivat 2006-08-24 a Wayback Machine.
- Universitat Payame Noor
- Universitat de l'Iran d'Industries i Mines
- Universitat de Ciències aplicades i Tecnologia

També hi ha diverses acadèmies i escoles

## Transport
La ciutat disposa d'un aeroport i l'autopista anomenada Shahrah.

## Personatges
- Abd al-Ali al-Birjandi, astrònom del segle XVI
- Amir Shokat Ul-Molk Alam, emir de Kain i governador de Kuhistan al final de la dinastia Qadjar
- Asadollah Alam, Primer Ministre de l'Iran amb Muhammad Reza Pahlavi
- Hakim Nezari Quhestani, poeta
- Mohammad Hassan Ganji, geògraf
- Mohammad Ismail Rezvani, historiador
- Shah Sayyid Ali Kazemi (†1984 a Birjand) darrer líder tribal a Mood i Birjand vers 1925
- Sima Bina, cantant